# Павловачко језеро
Павловачко језеро, познато и под називом Кудош, језеро је смештено на око 12 километара северно од центра општине Рума. Језеро је настало 1983. године преграђивањем долине потока Кудош браном дужине 400 метара. Павловачко језеро захвата површину од око 65 хектара, а долине су му благо стрме и прекривене обрадивим пољопривредним земљиштем. На левој обали језера смештено је неколико угоститељских објеката, а на десној страни се налази неколико летњиковаца, док је на око 10 километара од самог језера смештена бања Врдник.